# Alba Mujica
Alba Mujica (Alba Mugica) (7 de febrero de 1916, Carhué, Buenos Aires- 2 de enero de 1983, Buenos Aires, Argentina) actriz argentina de cine y teatro, hermana del actor y director cinematográfico René Mugica.

## Biografía
Nacida un 7 de febrero en Carhué, su madre fue la actriz Emilia Rosales (Emiliana Mugica). Estudió en La Plata.
Intérprete en teatro y cine argentino en las décadas de 1950-60, se la recuerda en Para vestir santos (1955), Un guapo del 900 y Las Furias.
Se recuerda su aparición como "La Muerte" jugando al "truco" (truco argentino) con el gaucho Juan Moreira, en el filme de Leonardo Favio (1973).
Fue la madre de la notable actriz Bárbara Mujica (1944-1990), abuela de los actores Gabriel y Pablo Rovito, hijos de Bárbara Mujica y el actor Oscar Rovito y bisabuela del actor y músico Santiago Rovito.
En el año 1970 participó en el programa Odol pregunta contestando sobre la vida y obra de Sarah Bernhardt,
llegando a la final y retirándose sin arriesgar la cifra máxima de un millón de pesos, para quedarse con la mitad y poder pagar deudas contraídas.
Escribió su libro de memorias El tiempo entre los dientes (1967, Editorial Falbo, Buenos Aires). 

La Sala de Espectáculos de la Sociedad Italiana de Socorros Mutuos de la ciudad de Carhué (su ciudad natal) lleva por nombre "René Mugica y Alba Mugica" en reconocimiento a la trayectoria de ambos hermanos.

## Filmografía
- El Juicio de Dios (1979)
- Tiempos duros para Drácula  (1975)
- El Grito de Celina (1975) ... Rosalía
- Juan Moreira (1973) ... La Muerte
- Fuego (1969) ... Andrea
- La muchacha del cuerpo de oro (1967) ... Madre de Noemí
- Cómo seducir a una mujer (1967)
- La Herencia (1964) ... Carlota dir. Ricardo Alventosa
- El octavo infierno, cárcel de mujeres (1964) ... La jefa  dir. René Mugica
- Las Furias (1960)
- Sabaleros (1959)
- El Cerco (1959)
- Demasiado jóvenes (1958) ... Señora a la que Luis piropea
- Graciela (1956)
- Para vestir santos (1955)
- Con el más puro amor (1955)
- Deshonra (1952) Celadora 2 dir. Daniel Tinayre
- Reportaje en el Infierno (1951)
- Con el sudor de tu frente (1950)
- Cita en las estrellas (1949) dir. Carlos Schlieper
- Nunca te diré adiós (1947)
- Puertos de ensueño (1942)

## Televisión
- Yo compro a esta mujer (como Matilde Montes de Oca) (1969) por Canal 13, con adaptación de Alma Bressan, producción de Jacinto Pérez Heredia y dirección de Pedro Pablo Bilán.